# Jesper Lacoppidan
 Der er for få eller ingen kildehenvisninger i denne artikel, hvilket er et problem. Du kan hjælpe ved at angive troværdige kilder til de påstande, som fremføres i artiklen.

Jesper Lacoppidan (født 18. september 1954 død 3. maj 2022) var en dansk erhvervsleder, som fra juni 2007 var administrerende direktør for kapitalfonden Deltaq A/S.
Jesper Lacoppidan var uddannet akademiingeniør i 1980 og civiløkonom HD-A i 1984 fra Copenhagen Business School.
Han havde en række direktørposter i ind- og udland blandt andet i TeleDanmark International i 1995-1997 og det internationale teleselskab Talkline i årene 1997-2001. Jesper Lacoppidan var ansvarlig for en række nationale og internationale virksomhedsopkøb. I 2001 grundlagde han rådgivningsvirksomheden LaCorp og beskæftigede sig herefter primært med køb og salg af virksomheder, specielt mindre og mellemstore med behov for generations- eller ejerskifte.
Jesper Lacoppidan sad i bestyrelsen hos Bollerup Jensen A/S, Combilent A/S og Jeka Fish A/S.

## Eksterne kilder og henvisninger
1. ↑  Jesper Lacoppidan
2. ↑  "Om Jesper Lacoppidan på deltaq.dk". Arkiveret fra originalen 27. oktober 2010. Hentet 3. december 2010.

- deltaq.dk Arkiveret 8. marts 2010 hos  Wayback Machine